# Andrew R. Morgan
Andrew Richard "Drew" Morgan (5 de febrero de 1976) es un astronauta de la NASA de la generación selecta en 2013.
Andrew Morgan es un teniente coronel del Ejército de Estados Unidos que proviene de New Castle, Pensilvania. Morgan se graduó de la Academia Militar de Estados Unidos en West Point, y obtuvo un doctorado en medicina por la Uniformed Services University of the Health Sciences, en Bethesda, Maryland. El astronauta tiene experiencia como médico de emergencia, beisbolista, escritor y cirujano de vuelo para la comunidad de operaciones especiales del ejército, y completó un programa de medicina del deporte gracias a una beca de la Virginia Commonwealth University en Fairfax, Virginia.